# Эль-Фаран
Эль-Фаран (Eyl Paran; Быт. 14:6) — библейская местность на юге Израиля, восточный конец пустыни Фаран. Паран (в Септуагинте Φαραν, и поэтому в славянской Библии Фаран), פארן — название пустыни на юг от Палестины. Согласно указаниям Библии, эта пустыня находилась между Эдомом (Ми-дианом) и Египтом (1Цар. 11:18), к югу от города Беер-Шева (Быт. 21:21)). От пустыни Цин (Чис. 34:3), Чис. 38:36), Исх. 17:1) и Кадеш (Чис. 20:1, 22)) Паран ясно отличается. Паран следует искать к юго-востоку от Кадеша. В некоторых местах Библии говорится о горе Паран (Фаран), которая упоминается рядом с Сеиром, Кадешом и Теманом, т. е. с местностями, лежавшими на границе между Эдомом и Палестиной (Втор. 33:2); Авв. 3:3). Во время странствования израильтян по пустыням после исхода из Египта иудеи достигли пустыни Паран непосредственно после пустыни Синайской (Чис. 10:12). Из Парана были посланы разведчики в Палестину, и туда же они возвратились (ib.13:3,26). В Быт. 14:6) упоминается город путешественников (איל פארן), что, по мнению многих исследователей, являлось первоначальным названием гавани Элат (ныне Эйлат) на северо-восточной бухте Красного моря. На основании всех этих данных Wetzstein отождествляет Паран с горой Dschebel el-Makrah, изрезанной многочисленными ущельями, и с окружающей эту гору пустыней (в Badijet et-Tich). Во Втор. 1:1 Πаран обозначает, по-видимому, особый пункт этой пустыни, который, по Onomast. (298; 122), лежал на расстоянии трех дней пути от Эланитской (Эйлатской) бухты, и который, может быть, идентичен с нынешним Kalat en-Nahl. Согласно ветхозаветной книге Быт. 1:1), в Паране жили исмаилиты (иначе измаильтяне). В 1Цар. 25:2 Септуагинты читается מעון вместо פאדן. — Ср.: Riehm, HBA, II, 1155; Guthe, KBW, 515; Enc. Bibl., III, 3583. См. Негеб. [J. E., IX, 523].